# Lophophorus
Lophophorus is een geslacht van vogels uit de familie fazantachtigen (Phasianidae).

## Soorten
Het geslacht kent de volgende soorten:
- Lophophorus impejanus  – Himalayaglansfazant
- Lophophorus lhuysii  – Chinese glansfazant
- Lophophorus sclateri  – Sclaters glansfazant